# مارجوری ماین
مارجوری ماین (انگلیسی: Marjorie Main؛ ۲۴ فوریهٔ ۱۸۹۰ – ۱۰ آوریل ۱۹۷۵) هنرپیشه اهل ایالات متحده آمریکا بود.

## فیلم‌شناسی
از فیلم‌ها یا برنامه‌های تلویزیونی که وی در آن نقش داشته است می‌توان به بن‌بست، مرا در سن لویی ملاقات کن، یه مرد لاغر دیگه، بهشت می‌تونه صبر کنه، یک ترغیب دوستانه اشاره کرد.

## مرگ
ماین در بیمارستان سنت وینسنت لس آنجلس که در آنجا بستری شده بود بر اثر سرطان ریه درگذشت.  